# لانگرهاو
لانگرهاو (به هلندی: Longerhouw) یک منطقهٔ مسکونی در هلند است که در سودوست-فریسلان واقع شده‌است. لانگرهاو ۵۰ نفر جمعیت دارد.